# Innovationsjournalismus
Innovationsjournalismus (englisch: Innovation Journalism, InJo) setzt sich mit Innovation als Medienthema auseinander. Innovationsjournalismus ist keine eigenständige Fachjournalistik, jedoch vereint er aufgrund seines heterogenen Themenfeldes Merkmale aus verschiedenen Fachgebieten (vgl. u. a. Technikjournalismus, Wissenschaftsjournalismus). Im Innovationsjournalismus findet die Kommunikation im gesellschaftlichen Kontext statt. Somit gehört er zum Teilbereich der Innovationskommunikation, der sich mit der öffentlichen Kommunikation von Innovationen befasst. Dem Innovationsjournalismus liegt eine ganzheitliche und prozessorientierte Berichterstattung zugrunde, um den komplexen Eigenschaften von Innovationen gerecht zu werden.

## Entstehung
Der schwedische Wissenschaftler David Nordfors hat den Begriff „Innovation Journalism“ maßgeblich geprägt. 2003 veröffentlichte er sein Konzept des Innovation Journalism. Es charakterisiert die Rolle, die er dem Journalismus beimisst, der über Innovationen berichtet.
Nordfors beschreibt, dass viele Unternehmen auf Innovationen angewiesen sind, um langfristig erfolgreich zu sein. Hierfür spielt es eine wesentliche Rolle, Innovationen beurteilen zu können. Die Aufgabe des Innovation Journalism besteht darin, die Aufmerksamkeit innerhalb von Innovationssystemen auf wesentliche Punkte zu lenken und gleichzeitig Verbindungen sowie Trends zu analysieren. Journalisten benötigen dazu ein umfassendes Verständnis von technischen und wirtschaftlichen Aspekten. Für Nordfors ergibt sich daraus die notwendige Nische des Innovation Journalism, weil innerhalb eines Innovationssystems die unterschiedlichsten Akteure interagieren. Entsprechend vielfältig ist der Bedarf an Informationen, sodass eine ganzheitliche Berichterstattung erforderlich wird.
Dem Innovation Journalism misst Nordfors vor allem in Innovationssystemen eine zentrale Position bei. Die Aufgabe der Medien sieht er innerhalb solcher Systeme darin, Wissen zu teilen und zu vermitteln. Für Journalisten kann Innovation Journalism zwei Dinge repräsentieren – eine Denkweise, die die Berichterstattung über das eigene Fachgebiet hinaus erweitert, oder eine Sparte. Im Gegensatz zu klassischen, voneinander abgegrenzten Ressorts ist diese Sparte ressortübergreifend.

## Innovationsjournalismus in Deutschland
Unter dem Titel „Neu, gut, besser? Innovation als Thema in den Medien“ fand im Februar 2012 eine Tagung an der „Akademie für politische Bildung Tutzing“ statt. Initiiert und geplant wurde die Veranstaltung von Andreas Schümchen und Katharina Seuser, die als Professoren für Journalismus an der Hochschule Bonn-Rhein-Sieg lehren, sowie Michael Schröder, Dozent für Medien und Kommunikationspolitik an der Akademie für Politische Bildung Tutzing.
Die Tagung widmete sich der gesellschaftlichen Bedeutung von Innovation und der Rolle der Medien, die sie in diesem Prozess einnehmen. Journalisten, Kommunikatoren und Wissenschaftler kamen zusammen, um über ihre Erfahrungen zu berichten und zu diskutieren. Im Zentrum standen die Fragen, wie Medien mit dem Thema Innovation umgehen, welchen Einfluss Unternehmen und Forschungseinrichtungen in der Innovationskommunikation haben und was sich hinter dem Begriff Innovationsjournalismus verbirgt. Hierbei wurde vor allem erörtert, inwieweit Nordfors’ Konzept des Innovation Journalism auf das deutsche Mediensystem übertragbar ist.
Veranstalter der Tagung war die Akademie für Politische Bildung Tutzing in Kooperation mit der Hochschule Bonn-Rhein-Sieg, dem „Forum Technikjournalismus“ und innokomm (Deutsches Forschungszentrum für Wissenschafts- und Innovationskommunikation). Teilnehmer waren u. a. Ulrich Eberl, Leiter der Innovationskommunikation von Siemens, Alexander Gerber, Geschäftsführer von innokomm, und Manfred Pietschmann, damaliger Chefredakteur und heutiger Herausgeber der Technology Review.

## Deutscher Preis für Innovationsjournalismus
Das Institut für Medienentwicklung und -analyse (IMEA) der Hochschule Bonn-Rhein-Sieg hat 2012 erstmals den „Deutschen Preis für Innovationsjournalismus“ ausgeschrieben, der im April 2013 verliehen wird. Unter dem Motto „rundumdenken“ werden journalistische Beiträge prämiert, die aus verschiedenen Perspektiven darüber berichten, wie Innovationen die Gesellschaft verändern. Der Fokus liegt auf Beiträgen, die politische, soziale, technische oder wirtschaftliche Innovationen thematisieren. Ein Thema soll möglichst ressortübergreifend betrachtet werden, wobei nachhaltige Prozesse statt Produkten und die frühzeitige Analyse von Entwicklungen im Mittelpunkt stehen.